# Harald Kärrlander
Harald Kärrlander, född 29 maj 1902 i Dals församling, död 10 november 1968 i Sollefteå, var en svensk ombudsman och riksdagspolitiker (s).
Kärrlander var ledamot av riksdagens andra kammare från 1948 i Västernorrlands läns valkrets. Han var även landstingsledamot.